# Croades

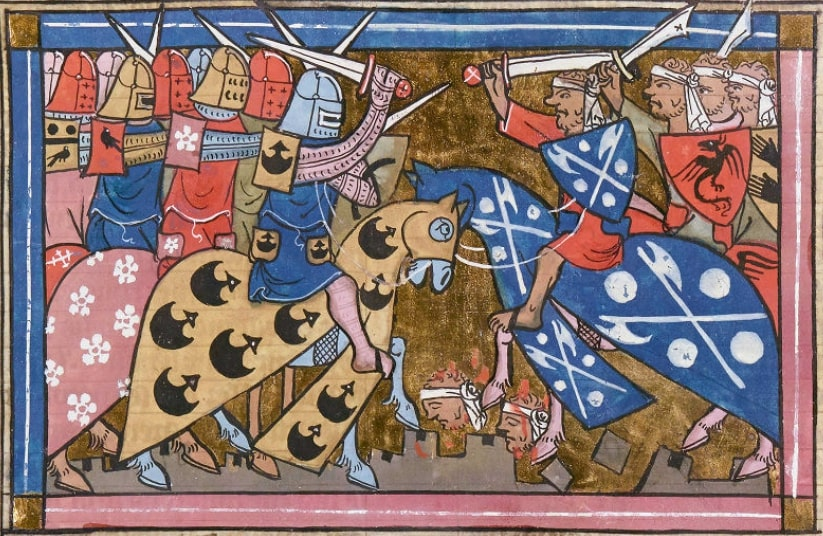
Miniatura d'una batalla de la Segona Croada (edició del de la Història d'Ultramar de Guillem de Tir)

Les croades foren una sèrie de guerres de religió iniciades, predicades i ocasionalment dirigides per l'Església Llatina en l'edat mitjana. Les més conegudes, dutes a terme entre el 1095 i el 1291, pretenien arrabassar Jerusalem i la resta de Terra Santa als musulmans per tornar-les a situar sota autoritat cristiana. La Primera Croada assolí aquest objectiu el 1099 i les croades es convertiren en un dels fils conductors de la història d'Europa durant segles.
Una altra motivació era intervenir en l'esfera d'influència de l'Imperi Romà d'Orient i les rutes comercials amb Orient.
El fenomen de les croades s'ha relacionat amb l'augment demogràfic de l'Occident europeu a partir del segle xi, i l'impuls d'unes campanyes de conquesta que s'acompanyaren d'un relat i discurs justificador basat en la religió. Les anomenades assemblees de pau i treva canalitzaren cap a l'exterior l'esperit bel·licós de la petita noblesa d'Occident, dirigint-lo contra els musulmans i reduint així els conflictes interns.
En un primer moment, l'Imperi Romà d'Orient considerà els croats com una protecció contra els turcs, però més tard hagué d'enfrontar-se als intents de reduir Constantinoble a l'obediència romana i a les temptatives d'hegemonia dels normands de Sicília sobre l'Orient grec. D’altra banda, el món musulmà, dividit a la darreria del segle xi, permeté la penetració llatina.
Els interessos comercials de les poderoses ciutats mediterrànies com Gènova i Venècia afavoriren també les croades per eliminar l'intermediari romà en el comerç amb Orient.
Si bé la majoria de croades foren impulsades per conquerir les terres de Palestina que estaven en mans dels musulmans, també s'utilitza el terme per a designar operacions de conquesta dels regnes europeus occidentals lliurades contra els eslaus, jueus, russos, cristians ortodoxos, mongols, hussites i càtars, com fou el cas de la croada albigesa, i també contra els estats que s'oposaven a l'obediència papal, com fou el cas de la Croada contra la Corona d'Aragó.
A llarg termini, i malgrat les seves importants conseqüències polítiques, militars i comercials, tant a Europa com a l'Orient pròxim, la presència llatina a la regió no fou duradora, al marge d'un llegat de fortificacions i places fortes.

## Etimologia
La paraula croada prové de la creu que portaven a la bandera els expedicionaris o croats i es va aplicar, especialment en el segle xiii, a les guerres contra els musulmans, els pobles pagans, els heretges cristians i els enemics polítics del papat. Però, per extensió, el terme s'empra per descriure qualsevol guerra religiosa, política, espiritual (com la Reconquesta) i, a vegades, certs moviments polítics o morals. Així, per exemple, a l'Estat espanyol, els alçats contra el govern legal republicà l'any 1936 aviat van denominar croada la guerra començada per ells mateixos (1936-1939) per considerar que el seu objectiu era vèncer l'ateisme i els nacionalismes perifèrics.

## El context històric

Expansió islàmica de 622 a 750
Expansió sota Mahoma, 622–632
... durant el Califat Raixidun, 632–661
... i durant el Califat Omeia, 661–750

L'inici de les croades va ser marcat amb l'objectiu de reconquerir Jerusalem i la resta de territoris anomenats Terra Santa, on van succeir fets destacats de la Bíblia, de mans dels musulmans. El Papa animava els reis i senyors feudals a usar el seu poder militar per expandir els territoris cristians. Algunes de les batalles més cruentes van tenir lloc a Jerusalem. Els croats rebien privilegis civils el perdó dels pecats després de jurar un vot (el nom croada ve de prendre la creu).
Les croades, tot i ser convocades en nom d'ideals com l'honor o la fe, sovint van acabar en actes de brutalitat i saquejos indiscriminats. Van obrir noves rutes comercials i van afavorir el desplaçament de població, amb l'intercanvi cultural que això suposà. Els castells europeus van veure's fortificats per les croades, per l'amenaça que suposaven soldats d'ambdós bàndols. Van suposar també l'inici de les persecucions massives contra els jueus.
A l'Imperi Romà d'Orient, la feblesa de l'emperador es va revelar amb la derrota en la batalla de Mantziciert contra l'Imperi Seljúcida el 1071, que va reduir els territoris asiàtics de l'imperi a l'Anatòlia occidental i Constantinoble. Un signe de la desesperació romana d'Orient va ser la crida d'Aleix I Comnè al seu enemic, el papa Gregori VII per obtenir ajut, però estant ocupat amb la querella de les investidures i no poder comptar amb l'emperador alemany la croada no es va iniciar.

## La Primera Croada (1095-1099)
Les croades van començar formalment el dijous 27 de novembre de 1095, en un descampat de la ciutat francesa de Clarmont d'Alvèrnia. Aquell dia, el papa Urbà II, successor de Gregori VII, va predicar a una multitud de seglars i clergues que assistien al Concili de Clermont. En el seu sermó, el papa va esbossar un pla per a una croada i va cridar els seus oients per unir-s'hi. La resposta va ser positiva i aclaparadora. Urbà II va encarregar als bisbes assistents al concili que tornessin a llurs localitats i reclutessin més fidels per a la susdita croada. També va dissenyar una estratègia bàsica segons la qual diferents grups de croats iniciaria el viatge a l'agost de l'any 1096. Cada grup s'autofinançaria i seria responsable davant el seu propi cap. Els grups farien el viatge per separat fins a la capital romana d'Orient, Constantinoble (l'actual Istanbul, a Turquia), on es reagruparien. Des d'allà, llançarien un contraatac, juntament amb l'emperador romà d'Orient i el seu exèrcit, contra els seljúcides, els quals havien conquerit Anatòlia. Una vegada que aquesta regió estigués sota control cristià, els croats realitzarien una campanya contra els musulmans de Síria i Palestina, essent Jerusalem el seu objectiu fonamental.

### Exèrcits croats

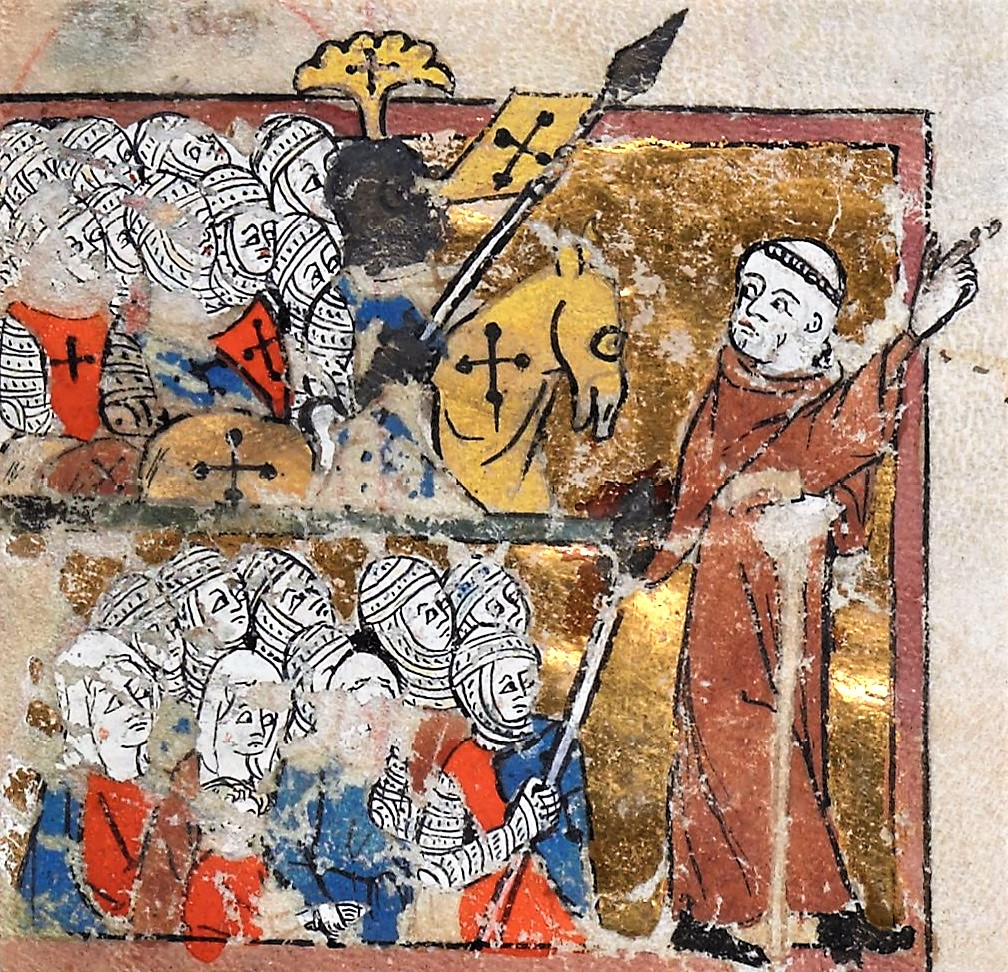
Imatge medieval de Pere l'Ermità liderant cavallers, soldats, i dones enfront Jerusalem durant la Primera Croada.

La Primera Croada es va atènyer a l'esquema prevista pel papa Urbà II. El reclutament va prosseguir amb passos de gegant durant la resta de 1095 i els primers mesos de 1096. Es van reunir cinc grans exèrcits nobiliaris a la darreria de l'estiu de 1096 per iniciar la croada. Gran part dels seus membres procedien de França i Occitània, però un nombre significatiu venia del sud d'Itàlia i de les regions de Lorena, Borgonya i Flandes.
El papa no havia previst l'entusiasme popular que la seva crida a la croada va produir entre la pagesia i la gent de les ciutats. Al costat de la croada de la noblesa es va materialitzar una altra constituïda pel poble pla. El grup més gran i important de croats populars va ésser reclutat i dirigit per un predicador conegut com a Pere l'Ermità, natural d'Amiens (França). Encara que foren nombrosos el participants en la Croada popular, només un percentatge mínim de tots ells van poder arribar a l'Orient Mitjà i encara menys van ser els que van sobreviure per poder veure la presa de Jerusalem pels cristians l'any 1099.

### La conquesta d'Anatòlia

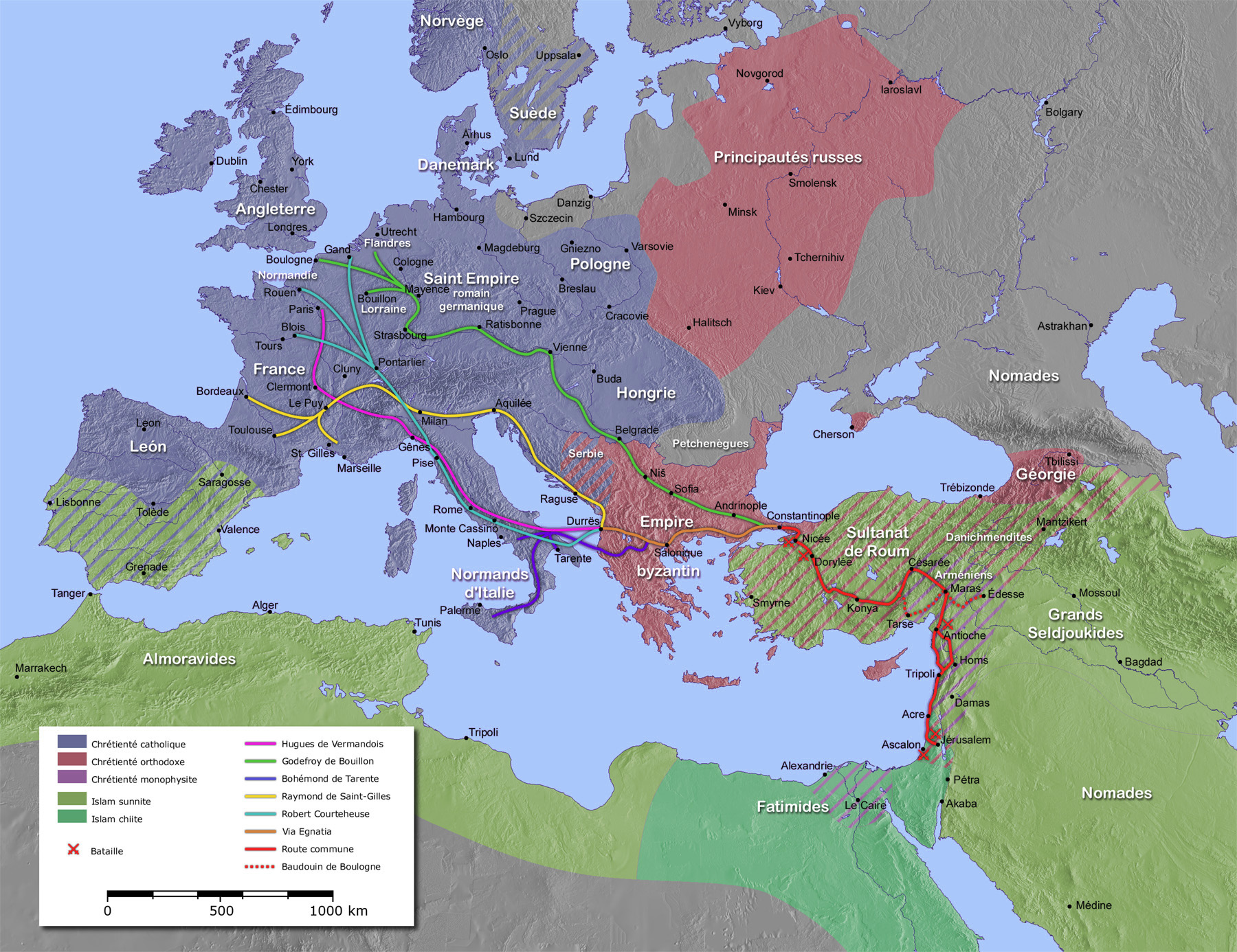
Mapa de la Primera Croada (1096-1099)

Els exèrcits croats de la noblesa van arribar a Constantinoble entre novembre de 1096 i maig de 1097. L'emperador romà d'Orient, Aleix I Comnè, va pressionar els croats perquè li tornessin qualsevol antic territori de l'Imperi Romà d'Orient que fos pres. Els caps croats es van sentir ofesos per aquestes demandes i, encara que la majoria van accedir-hi, van començar a sospitar dels romans d'Orient.
El maig de 1097, els croats van atacar el seu primer gran objectiu: la capital turca d'Anatòlia, Nicea (l'actual ciutat d'Iznik a Turquia). Al juny, la ciutat es va retre als romans d'Orient abans que als croats. Això va confirmar le sospites dels croats que l'emperador romà d'Orient intentava utilitzar-los com a peons per assolir els seus propis objectius.
Molt poc després de la caiguda de Nicea, els croats es van trobar amb el principal exèrcit seljúcida d'Anatòlia a Dorilèon (prop de l'actual Eskisehir, a Turquia). L'1 de juliol de 1097, els croats van obtindre una gran victòria i gairebé anihilaren l'exèrcit turc. Com a conseqüència, els croats van trobar escassa resistència durant la resta de la seua campanya a Anatòlia. El següent gran objectiu va ser la ciutat d'Antioquia. Els croats van posar setge a la ciutat el 21 d'octubre de 1097, però no va caure fins al 3 de juny de 1098. Tan aviat com els croats van prendre Antioquia, van ésser atacats per un nou exèrcit turc, procedent de Mosul (a l'actual Iraq), el qual va arribar massa tard per auxiliar els defensors turcs d'Antioquia. Els croats van repel·lir aquesta expedició d'auxili el 2 de juny.

### La conquesta de Jerusalem
Els croats van estar descansant a Antioquia la resta de l'estiu i, cap a la fi del mes de novembre de 1098, van iniciar el darrer tram del seu viatge. Van evitar atacar les ciutats i fortificacions amb la finalitat de conservar intactes llurs tropes. El maig de 1099 van arribar a les fronteres septentrionals de Palestina i, al capvespre del 7 de juny, van acampar a les envistes de les muralles de Jerusalem.
La ciutat estava aleshores sota control del Califat Fatimita del Caire, els seus defensors eren nombrosos i estaven ben preparats per resistir el setge. Els croats van atacar amb l'ajut de reforços arribats de Gènova i amb unes recent construïdes màquines de setge. El 15 de juliol van prendre per assalt Jerusalem i van assassinar brutalment i en massa a gairebé tots els seus habitants. Segons la concepció dels croats, la ciutat va quedar purificada amb la sang dels infidels.
Una setmana més tard, l'exèrcit va triar a un dels seus caps, Jofré de Bouillon, duc de la Baixa Lorena, com a governant de la ciutat. Sota el seu lideratge, els croats van realitzar llur darrera campanya militar i van derrotar un exèrcit egipci a Ashqelon, a l'actual Israel, el 12 d'agost. No gaire més tard, la majoria dels croats van tornar a Europa, deixant Jofré de Bouillon i un petit reforç de la força original per organitzar i establir el govern i el control europeu sobre el territoris conquerits, incloent-hi el recent creat Regne de Jerusalem.

### L'apogeu dels cristians d'Occident a l'Orient
Després de la conclusió de la Primera Croada els colons europeus van establir quatre estats, essent-ne el més poderós el regne de Jerusalem. Al nord d'aquest regne, a la costa de Síria, es trobava el petit comtat de Trípoli. Més enllà de Tripolí hi havia el principat d'Antioquia, situat a vall de l'Orontes. Més a l'est hi havia el comtat d'Edessa (l'actual Urfa turca), poblat principalment per cristians armenis.
Els èxits de la Primera Croada es devien en gran manera a l'aïllament i relativa feblesa dels musulmans. No obstant això, la generació posterior a aquesta croada va contemplar l'inici de la reunificació musulmana al Pròxim Orient sota el lideratge d'Imad al-Din Zengi I, governant de Mosul i Halab (actualment al nord de Síria). Sota el comandament de Zangi, les tropes musulmanes van obtindre la seua primera gran victòria contra els croats en prendre la ciutat d'Edessa l'any 1144, després de la qual van desmantellar sistemàticament l'estat croat que hi havia a la regió.

## La Segona Croada

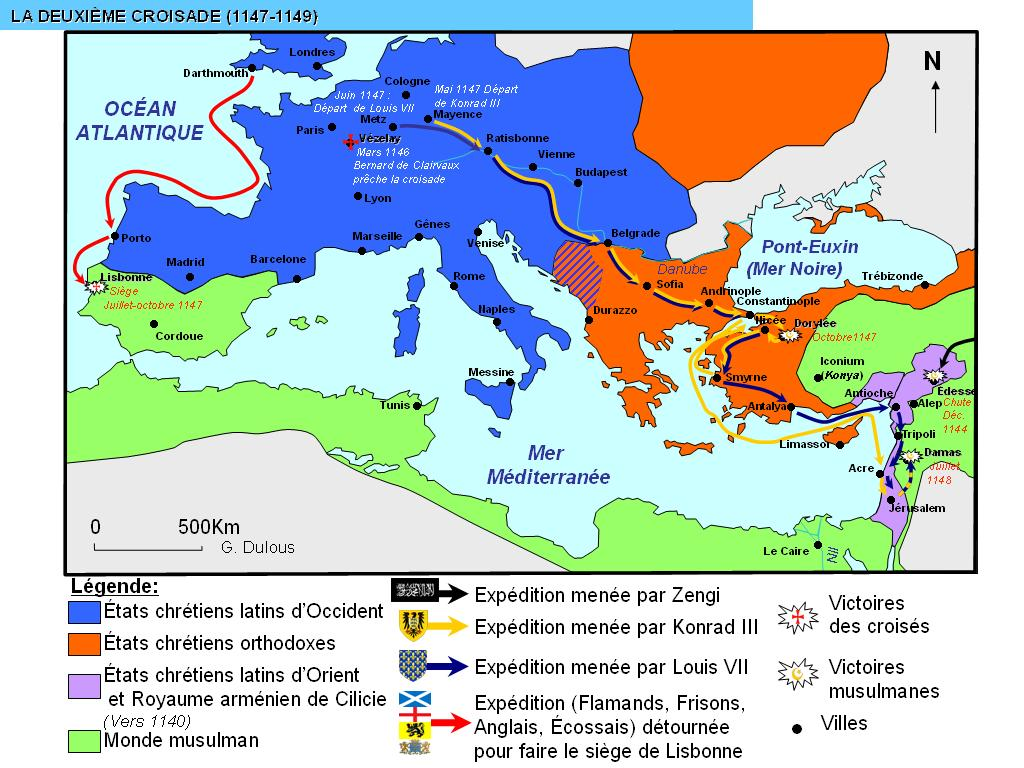
Mapa de la Segona Croada

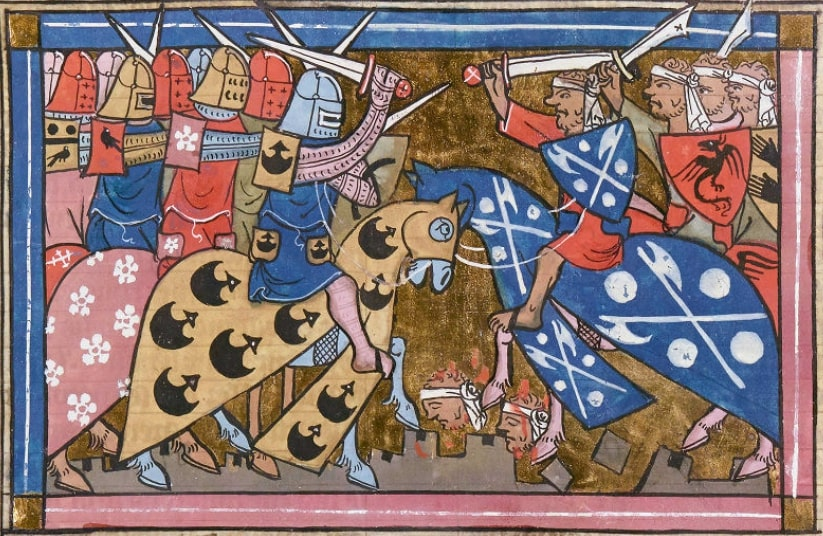
Una batalla de la Segona Croada (il·lustració de Guillem de Tir Histoire d'Outremer, 1337).

La resposta del Papa a aquella desfeta fou proclamar la Segona Croada al final de l'any 1145. La nova convocatòria va atreure nombrosos expedicionaris, entre els quals van destacar el rei de França, Lluís VII i l'emperador del Sacre Imperi Romanogermànic, Conrad III. L'exèrcit germànic de Conrad va partir de Nuremberg el maig de 1147 camí de Jerusalem. Les tropes franceses van marxar un mes més tard. Prop de Dorilèon les tropes alemanyes van fugir a conseqüència d'una emboscada turca. Desmoralitzats i atemorits, la major part dels soldats i pelegrins van tornar a Europa. L'exèrcit francès va romandre més temps, però el seu destí no va ésser molt millor i només una part de l'expedició original va arribar a Jerusalem l'any 1148. Després de deliberar amb el rei Balduí III de Jerusalem i els seus nobles, els croats van decidir atacar Damasc al juliol. La força expedicionària no va poder prendre la ciutat i, poc després d'aquest atac infructuós, el rei francès i les restes del seu exèrcit van tornar al seu país l'any 1150.

## Saladí i la Tercera Croada (1189-1192)

La Mediterrània oriental a l'inici de la Tercera Croada, el 1190.

El fracàs de la Segona Croada va permetre la reunificació de les potències musulmanes. Zangi havia mort el 1146, però el seu successor, Nur ad-Din, va convertir el seu imperi en la gran potència de l'Orient Mitjà. El 1169, les seves tropes, sota el comandament de Saladí, van obtenir el control d'Egipte. Quan Nur al-Din va morir cinc anys més tard, Saladí el va succeir com a governant de l'estat islàmic que s'estenia des del desert de Líbia fins a la vall del Tigris, i que envoltava els estats croats que encara existien per tres fronts. Saladí finalment va envair el regne de Jerusalem amb un enorme exèrcit el maig de 1187. El 4 de juliol va derrotar de forma definitiva l'exèrcit cristià a Hattin (Galilea). Encara que el rei de Jerusalem, Guiu de Lusignan, juntament amb alguns dels seus nobles, es van rendir i van sobreviure, tots els Cavallers Templers, excepte el Gran Mestre Gerard de Ridefort, i els Cavallers Hospitalers de Sant Joan de Jerusalem van ser degollats en el camp de batalla o en les seues proximitats, i es va perdre la més valuosa relíquia de la cristiandat, la Veracreu. Saladí, després d'aquesta victòria, es va apoderar de la major part de les fortaleses dels croats en el regne de Jerusalem, incloent-hi la ciutat, la qual es va rendir el 2 d'octubre. En aquell moment l'única gran ciutat que encara posseïen els croats era Tir, al Líban, i Antioquia, a Síria.
El 29 d'octubre de 1187, el papa Gregori VIII va proclamar la Tercera Croada. L'entusiasme dels europeus occidentals va ser extraordinari i a les seues files es van apuntar tres grans monarques: l'emperador del Sacre Imperi Romanogermànic (Frederic I), el rei francès Felip II i el rei d'Anglaterra, Ricard I. Aquests reis i llurs nombrosos seguidors van constituir la força croada més gran que havia tingut lloc des de 1095, però el resultat de tot aquest esforç va ser pobre. Frederic va morir a Anatòlia mentre viatjava a Terra Santa i la major part del seu exèrcit va tornar a Alemanya de forma immediata a la seua mort. Encara que tant Felip II com Ricard I van arribar a Palestina amb llurs exèrcits intactes, van ser incapaços de reconquerir Jerusalem o bona part dels antics territoris del regne llatí. Van aconseguir, però, arrencar del control de Saladí una sèrie de ciutats (incloent-hi Acre, ara a Israel), al llarg de la costa mediterrània. Cap al mes d'octubre de 1192, quan Ricard I va partir de Palestina, el regne llatí havia estat restablert. Aquest segon regne, molt més reduït que el primer i considerablement més feble tant en l'àmbit polític com militar, perdurà en condicions precàries durant un segle més.

## Les darreres croades
Les posteriors croades no van obtenir pas els èxits militars que havia tingut la Tercera Croada.
Un estudi genètic sobre difunts croats en una batalla del segle xiii, trobà que l'exèrcit croat era genèticament divers, havent-hi tant europeus com libanesos.

### Quarta Croada (1202-1204)
Va ésser promoguda pel papa Innocenci III, amb la intenció d'atacar Terra Santa des d'Egipte, però els romans d'Orient, creient que no hi havia possibilitats de vèncer a Saladí, van decidir mantenir-se neutrals. Fou una croada plena de dificultats financeres. En un esforç per alleujar-les, els caps croats acordaren atacar Constantinoble conjuntament amb els venecians i aspirar al tron de l'Imperi Romà d'Orient. Els croats van prendre Constantinoble l'any 1204, la qual fou saquejada sense misericòrdia, i el poder romà d'Orient quedà definitivament afeblit i l'autoritat imperial desaparegué repartida i disputada entre els tres estats grecs hereus de l'imperi: l'Imperi de Nicea, l'Imperi de Trebisonda, i el Despotat de l'Epir. L'Imperi Llatí de Constantinoble, creat així per aquesta croada, va sobreviure fins al 1261, data en què l'emperador romà d'Orient Miquel VIII Paleòleg va poder reprendre la ciutat. Tot això no va contribuir en res a la defensa de Terra Santa i fou la primera croada que no va anar exclusivament contra els musulmans.

### Cinquena Croada (1217-1221)
Va ésser promoguda pel mateix Innocenci III amb la intenció de recuperar Jerusalem i la resta de Terra Santa. La primera ofensiva de la Cinquena Croada tenia com a objectiu capturar el port egipci de Damiata, la qual cosa s'aconseguí el 1219. L'estratègia posterior requeria un atac contra el poderós califat aiúbida d'Egipte, la presa del Caire i una altra campanya per assegurar el control de la península del Sinaí. Tanmateix, l'execució d'aquesta estratègia no va obtindre tots els seus objectius. L'atac contra el Caire es va abandonar quan els reforços que havia promès l'emperador del Sacre Imperi Romanogermànic, Frederic II, no es van materialitzar i el riu Nil va experimentar una crescuda. L'agost de 1221, els croats es van veure obligats a retre Damiata als egipcis i al setembre l'exèrcit cristià es dispersà.

### Sisena Croada
La croada que va portar a terme l'emperador del Sacre Imperi Romanogermànic, Frederic II, es va diferenciar de les anteriors en la seua forma d'enfocar la qüestió i perquè va ser-ne la primera no començada per un papa. Frederic II havia promès dirigir una croada el 1215 i va renovar el seu compromís el 1220, però per raons polítiques internes de l'Imperi va estar posposant la seua sortida. Sota l'amenaça de l'excomunió del papa Gregori IX, Frederic i el seu exèrcit va embarcar finalment a Itàlia a l'agost de 1227, però van tornar a port pocs dies més tard quan l'emperador va caure malalt. El papa, exasperat per un altre retard més, ràpidament va excomunicar l'emperador. Una vegada recuperada la seua salut, Frederic va marxar a Terra Santa el juny de 1228, com un croat anònim i sense la protecció de l'Església. Frederic va arribar a Acre, on va trobar que la major part del seu exèrcit s'havia dispersat. No obstant això, no tenia intenció de combatre si es podia recuperar Jerusalem mitjançant una negociació diplomàtica amb el soldà egipci Al-Kamil. Aquestes negociacions van donar com a resultat un tractat de pau pel qual els egipcis tornaven Jerusalem, Betlem i Natzaret als croats i es garantia una treva de deu anys. Malgrat aquest èxit, Frederic era esquivat pels líders seglars dels estats llatins i pel clergat, atès que estava excomunicat. Al mateix temps, el papa va proclamar altra croada (aquesta vegada contra Frederic), va reclutar un exèrcit i va procedir a atacar les possessions italianes de l'emperador. Frederic va tornar a Europa el maig de 1229 per fer front a aquesta amenaça papal.

## Lluís IX
Van transcórrer gairebé 20 anys entre la croada de Frederic i la següent gran expedició a l'Orient Pròxim, organitzada i finançada pel rei Lluís IX de França i motivada per la reconquesta de Jerusalem per part dels musulmans el 1244. Lluís IX va passar quatre anys fent curosos plans i preparatius per a la seua ambiciosa expedició. Al final d'agost de 1248, Lluís i el seu exèrcit van anar fins a l'illa de Xipre, on van romandre tot l'hivern i van continuar els preparatius. Seguint la mateixa estratègia que a la Cinquena Croada, Lluís i els seus seguidors van desembarcar a Egipte, el 5 de juny de 1249, i l'endemà van prendre Damiata. El següent pas en la seua campanya, l'atac al Caire en la primavera de 1250, va acabar sent una catàstrofe. Els croats no van poder mantenir els seus flancs, de manera que els egipcis van retenir el control dels dipòsits d'aigua al llarg del Nil. Els egipcis van obrir les rescloses per causar inundacions, les quals van atrapar tot l'exèrcit croat i Lluís IX va ser forçat a rendir-se l'abril de 1250. Després de pagar un enorme rescat i lliurar Damiata, Lluís va marxar per mar a Palestina, on va passar quatre anys edificant fortificacions i consolidant les defenses del regne llatí. A la primavera de 1254 va tornar amb el seu exèrcit a França.
El rei Lluís IX també va organitzar la darrera gran croada a Terra Santa el 1270. En aquesta ocasió la resposta de la noblesa francesa va ser poc entusiasta i l'expedició es va dirigir contra la ciutat de Tunísia i no contra Egipte. Va acabar sobtadament quan Lluís va morir a Tunísia a l'estiu de 1270.
Mentrestant, les fortificacions frontereres que encara li quedaven a l'Imperi Llatí a Síria i Palestina es van veure sotmeses a una pressió incessant per part de les forces egípcies. Una a una, les ciutats i castells dels estats croats van caure en mans dels potents exèrcits mamelucs. La darrera plaça forta, la ciutat d'Acre, va ser presa el 18 de maig de 1291 i els pobladors croats, juntament amb els ordes militars dels Cavallers Templers i els Cavallers Hospitalaris, van cercar refugi a Xipre. Al voltant de 1306, aquests darrers es van establir a l'illa de Rodes, la qual van administrar com un estat independent virtual i va ser la darrera plaça forta a la Mediterrània fins a la seua rendició als turcs l'any 1522. El 1570, Xipre, aleshores, sota la sobirània de Venècia, també va ser conquerida pels turcs. Els altres estats llatins que es van establir a Grècia a conseqüència de la Quarta Croada van poder sobreviure fins a la meitat del segle xv.

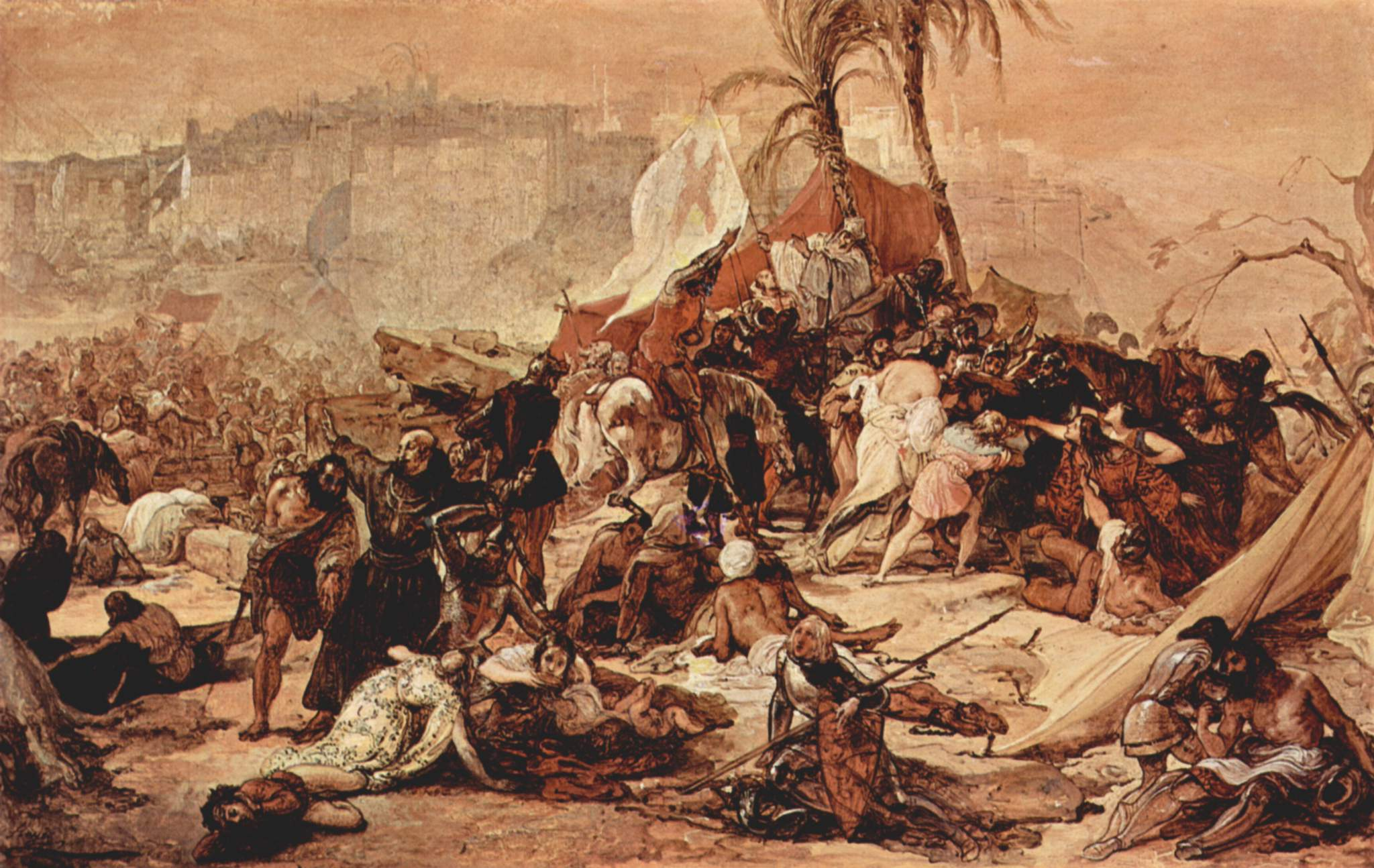
La setena croada sobre Jerusalem de Francesco Hayez

- Setena Croada (1248-1254): Els interessos papals representats pels templers van conduir al conflicte amb Egipte el 1243, i l'any següent els Corasmis van prendre Jerusalem. Els croats van lluitar contra ells en la batalla d'Harbiyah a Gaza i foren derrotats pels corasmis, marcant el punt final als estats croats. En resposta, Lluís IX de França va organitzar una fracassada croada contra Egipte de 1248 a 1254.
- Primera croada dels pastors (1251):
- Croada de Jaume I (1269). Fracassat intent català de conquerir Terra Santa. Quan arribaven a Sardenya una gran tempesta va dispersar totes les embarcacions i es va anul·lar l'intent.
- Vuitena Croada (1270): Comandada per Lluís IX de França va ser un fracàs, on ell mateix va trobar la mort en el setge de Tunis.
- Novena Croada (1271-1272): És considerada la darrera croada a Terra Santa. El futur Eduard I d'Anglaterra va iniciar una nova expedició el 1271, després d'haver acompanyat Lluís IX de França a la Vuitena Croada, va aconseguir lleugers èxits a Síria i es va retirar l'any següent després d'una treva. La novena croada es considera sovint una continuació de la vuitena.
- Croada contra la Corona d'Aragó (1284-1285): Promoguda pel Papa Martí IV contra Pere el Gran en resposta a la intervenció catalana al Regne de Sicília després de les Vespres Sicilianes. Va acabar amb la derrota croada i la consolidació de la partició del regne de Sicília i el Regne de Nàpols.

A partir d'aleshores, els estats llatins creats a Terra Santa arran de la primera croada, van anar desapareixent gradualment fins al 1291, quan la fortalesa d'Acre, l'últim bastió croat, va caure en poder dels mamelucs. Encara subsistí, fins a setembre de 1302, la petita illa d'Arwad, que s'intentava utilitzar com a cap de pont per a una reconquesta. El darrer cap, el templer fra Dalmau de Rocabertí va caure en mans de l'emir Zarrak, i va ser rescatat en 1315, després de les fracassades ambaixades d'Eymeric d'Usall.
- Segona croada dels pastors (1320):
- Croada d'Alexandria (1365): Pere I de Xipre va passar tres anys reclutant soldats per tot Europa per salpar l'octubre de 1365, derrotant els defensors de la ciutat i saquejant-la, romanent en la ciutat fins a l'arribada dels reforços mamelucs uns dies més tard, que provoquen la fugida dels croats de retorn a Xipre, després que es neguessin a atacar El Caire.
- Croada de Nicòpolis (1394) El 1393 la capital búlgara va caure en mans dels otomans, i el papa Bonifaci IX va proclamar una nova croada per aturar l'avanç turc a Europa, i encara que el Cisma d'Occident havia reduït l'autoritat papal, els anglesos i francesos, aturada temporalment la Guerra dels Cent Anys, Ricard II d'Anglaterra i Carles VI de França van unir-se a la croada de Segimon I, emperador romanogermànic, que va acabar amb la derrota en la Batalla de Nicòpolis.

## Altres croades
El 1208, en un context i en un territori molt diferents, el papa Innocenci III va proclamar una croada contra els albigesos, una secta religiosa, al sud de França. La consegüent croada va ésser la primera que va tindre lloc a l'Europa Occidental. Va durar des del 1209 fins al 1229 i va causar un gran vessament de sang.
- Croada contra els càtars (1209-1229): La croada contra els càtars va ser cridada el 1209 per Innocenci III amb la intenció d'eliminar els heretges càtars d'Occitània. El conflicte s'estengué durant dècades i va tenir més a veure amb l'extensió del domini francès sobre Occitània que per combatre l'heretgia. Al final del conflicte, amb la intervenció de la Inquisició, els càtars van ser exterminats, culminant amb la darrera mort d'un perfecte a la foguera el 1322 amb Guillem de Belibasta.
- Segona Croada Sueca (1248-1249) en la qual Suècia es va annexar Finlàndia.[4]

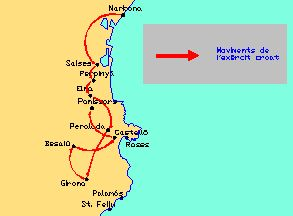
Moviments croats el 1285, durant la Croada contra la Corona d'Aragó

- Croada contra la Corona d'Aragó (1283-1285) va ser un conflicte bèl·lic que va durar del 1283 al 1285. La croada va ser declarada pel papa Martí IV contra Pere el Gran, per la seva intervenció en els afers sicilians en contra de la voluntat papal. La major part del conflicte es desenvolupà en terres catalanes, tot i que els primers episodis van succeir a la frontera navarroaragonesa. Com a venjança, els catalans van atacar Mallorca i Occitània. Pere el Gran va haver de lluitar contra el poderós exèrcit croat que donava suport a Felip III de França, fonamentalment compost per tropes del Regne de França, el Regne de Mallorca i la República de Gènova, únicament amb les tropes catalanes i valencianes,[5] sense poder comptar amb la noblesa del Regne d'Aragó, que va abstenir-se de participar en el conflicte.

### Conseqüències
La fi dels principats llatins d'Orient no va posar fi als esforços dels croats, però la resposta dels reis europeus i de la noblesa a noves convocatòries de croades va ser feble, i les posteriors expedicions es van dur a terme sense cap èxit. Dos segles de croades havien deixat poca empremta a Síria i Palestina, llevat de nombroses esglésies, fortificacions i una sèrie d'impressionants castells, com els de Marqab (a la costa de Síria), Mont-real (a la Transjordània), el Crac dels Cavallers (a prop de Trípoli) i Monfort (prop de Haifa, a Israel). Els efectes de les croades es van deixar sentir principalment a Europa, no pas al Pròxim Orient. Els croats havien apuntalat el comerç de les ciutats italianes, havien generat un interès per l'exploració de l'Orient i havien establert mercats comercials de certa importància. Els experiments del papat i dels monarques europeus per obtindre els recursos monetaris per finançar les croades van conduir al desenvolupament de sistemes d'impostos directes de tipus general, els quals van tindre conseqüències a llarg termini per a l'estructura fiscal dels estats europeus. Encara que els estats llatins a l'Orient van tindre una curta vida, l'experiència dels croats va establir uns mecanismes que generacions posteriors d'europeus emprarien i millorarien amb l'objectiu de colonitzar els territoris descoberts pels exploradors dels segles xv i xvi.

## Cronologia de les batalles

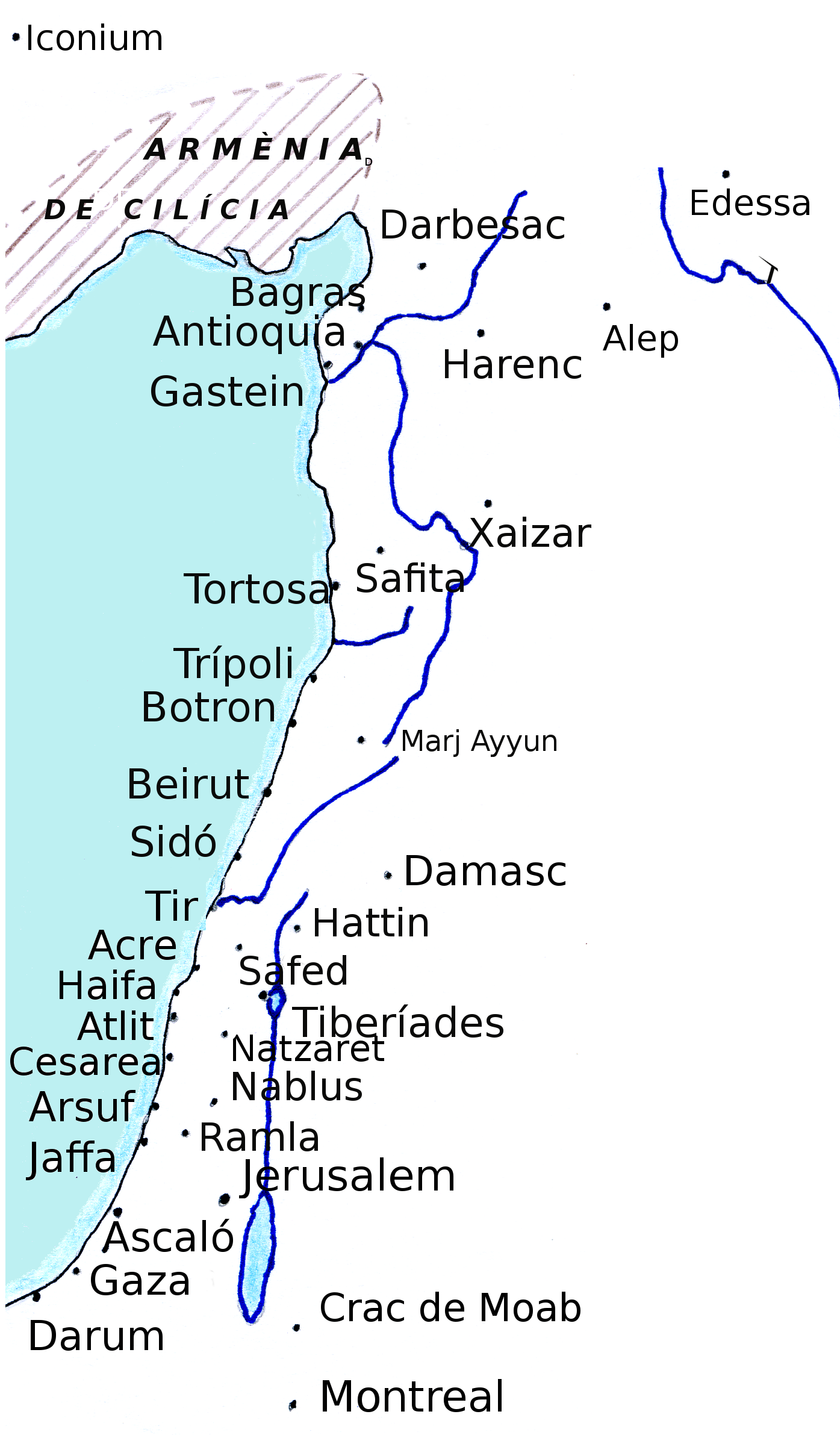
El principal escenari de les croades foren els territoris de Palestina, Síria, Anatòlia i Egipte.

| Primera Croada (1095-1099) - Setge d'Antioquia (1097-1098) - 1097 Setge de Nicea - 1097 Batalla de Dorilèon - 1098 Setge de Maarat an-Numan - 1099 Batalla d'Ascaló - 1099 Setge de Jerusalem període intermedi - 1102 Setge de Trípoli - 1102 Batalla de Ramla - 1104 Batalla d'Haran - 1105 Batalla de Ramla - 1109 Batalla de Formentera - 1111 Batalla de Xaizar - 1115 Batalla de Sarmin - 1119 Batalla d'Ager sanguinis - 1125 Batalla d'Azaz - 1144 Setge d'Edessa Segona Croada (1147-1149) - 1147 Setge de Lisboa - 1147 Batalla de Dorilèon - 1148 Batalla del Mont Cadme - 1148 Setge de Damasc - 1149 Batalla d'Inab segon període intermedi - 1153 Setge d'Ascaló - 1157 Batalla del llac Huleh - 1163 Batalla d'al-Buqaia - 1164 Batalla de Harim - 1177 Batalla de Montgisard - 1179 Batalla de Marj Ayyun - 1179 Batalla del Gual de Jacob - 1182 Batalla de Belvoir - 1183 Batalla d'Al-Fule - 1187 Batalla de Cresson - 1187 Batalla de Hattin - 1187 Setge de Jerusalem - 1187 Setge de Tiberíades - 1187 Setge de Tir | Tercera Croada (1089-1092) - 1189 Setge d'Acre - 1190 Batalla d'Iconi - 1191 Batalla d'Arsuf - 1192 Batalla de Jaffa Quarta Croada (1202-1204) - 1204 Batalla de Pemanè Cinquena Croada (1217-1221) - Setge de Damiata (1218–1219) Sisena Croada (1228-1244) - 1244 Setge de Jerusalem - 1244 Batalla de La Forbie Setena Croada - 1149 Setge de Damiata - 1250 Batalla de Mansura - 1250 Batalla de Fariskur - 1268 Setge d'Antioquia Vuitena Croada (1270) Novena Croada (1271-1272) darreres batalles - 1271 Primer Setge de Trípoli - 1289 Segon Setge de Trípoli - 1291 Setge d'Acre - 1302 Setge de Ruad - 1396 Batalla de Nicòpolis |